# یاکوب کوخانوفسکی
یاکوب کوخانوفسکی (انگلیسی: Jakub Kochanowski؛ زادهٔ ۱۷ ژوئیهٔ ۱۹۹۷) بازیکن والیبال اهل لهستان است.
از باشگاه‌هایی که در آن بازی کرده‌است می‌توان به باشگاه والیبال ایندیکپل آزتس اولشتین اشاره کرد.